# Pedro Hidalgo
Pedro Hidalgo Ramírez (Antofagasta, 1936-Talca, 3 de mayo de 2025) fue un político chileno militante del Partido Socialista, desempeño diversos cargos en organismos públicos e internacionales entre los años ‘60 y ’70. Durante el gobierno  del presidente Salvador Allende ocupó importantes puestos relacionados con la Reforma Agraria, destacándose por ser Ministro de Agricultura entre enero y julio de 1973. Estuvo ligado desde los inicios en la Reforma Agraria.

## Biografía
Pedro Hidalgo fue Ingeniero Agrónomo de la Universidad Austral de Chile. Nació en el año 1936 en la Oficina Salitrera María Elena, localizada a 220 km al noreste de Antofagasta y aproximadamente a 2.400 km de la ciudad de Talca. Hijo de Juan Hidalgo y Clara Ramírez, y hermano de Clara y Juana, su familia llevaba varias generaciones de tradición minera: bisabuelos, abuelos y padre se dedicaron a la extracción del salitre. Pedro se crio en este escenario, entre el polvo seco y el llamado oro blanco. Recuerda muy bien la rutina de su padre, técnico en minas, quien trabajaba de sol a sol en la extracción del caliche. Sus primeros años los vivió en aquel ambiente, donde formó sus amistades y cursó la enseñanza primaria, que bajo ese sistema educativo llegaba hasta el 6° grado. En esta primera etapa de su formación escolar, vivió muchos de los problemas sociales propios de la época en María Elena, ligados estrechamente con la actividad minera.
La mayoría de sus amistades eran empleados y obreros de la empresa norteamericana, la Compañía Anglo Lautaro Company, dueña de las Oficinas Salitreras Pedro de Valdivia, José Francisco Vergara, Coya Sur y desde luego María Elena. Los hijos de estas familias de obreros eran los compañeros de Pedro: la mayoría, una vez crecidos, eran contratados como obreros de las empresas al igual que sus abuelos y sus padres.

De esta manera, por el mes de septiembre, cuando estábamos en sexto año, los jefes de la Compañía llamaban a los padres para decirles: “bueno… ya tu hijo puede trabajar en nuestra empresa en María Elena.
Pedro Hidalgo

En esto, Pedro veía injusticias y contradicciones sociales, sobre todo a la luz de la influencia de la vida política de sus padres, militantes del Partido Radical. Su padre fue Presidente de la Asamblea Radical de María Elena y su madre era Presidenta de la Asamblea Radical femenina. Cuando podía 
se inmiscuía en las asambleas, donde usualmente se trataban las desigualdades que vivían los obreros, quienes no tenían una vivienda adecuada, ganaban el salario mínimo, sin posibilidad de que sus hijos estudiaran más allá de la enseñanza primaria, y sabiendo “que un hijo de obrero debería ser siempre un obrero”. Todo esto repercutió tempranamente en su vida, y generó en él profundos cuestionamientos sobre el mundo capitalista de la época. A diferencia de sus 
compañeros, su destino sería otro.

Le pregunté a mi papá donde iba a trabajar al término de mi sexto año primario…. “Tú no vas a trabajar como obrero en la Empresa, me dijo, tu seguirás estudiando”. “Pero papá”, respondí muy asustado “¿cómo, a dónde?” “Tú vas a ir a Antofagasta a estudiar en calidad de alumno interno en el Liceo de Hombres
Pedro Hidalgo.

Su padre era empleado, habiendo estudiado en la Escuela de Minas de La Serena, y no deseaba que su hijo fuera minero. De esta manera emprendió rumbo hacia Antofagasta. Acompañado por su madre llegó a la ciudad tras un viaje de aproximadamente 6 horas a través del desierto. Fue un momento importante en su vida. Habiendo vivido desde siempre en María Elena se enfrentó por primera vez a las grandes calles y edificaciones, y el mar y su aire puro, muy distinto a María Elena. Así comenzó su proceso de adaptación, viviendo en el internado del Liceo de Antofagasta con otros 80 compañeros. 
Cada vez que volvía, en sus vacaciones de invierno, se encontraba con sus antiguos compañeros, todos ellos trabajando mientras él estudiaba, viendo aún más las diferencias e injusticias que debían enfrentar.

## Salida a Santiago e inicios en la actividad política

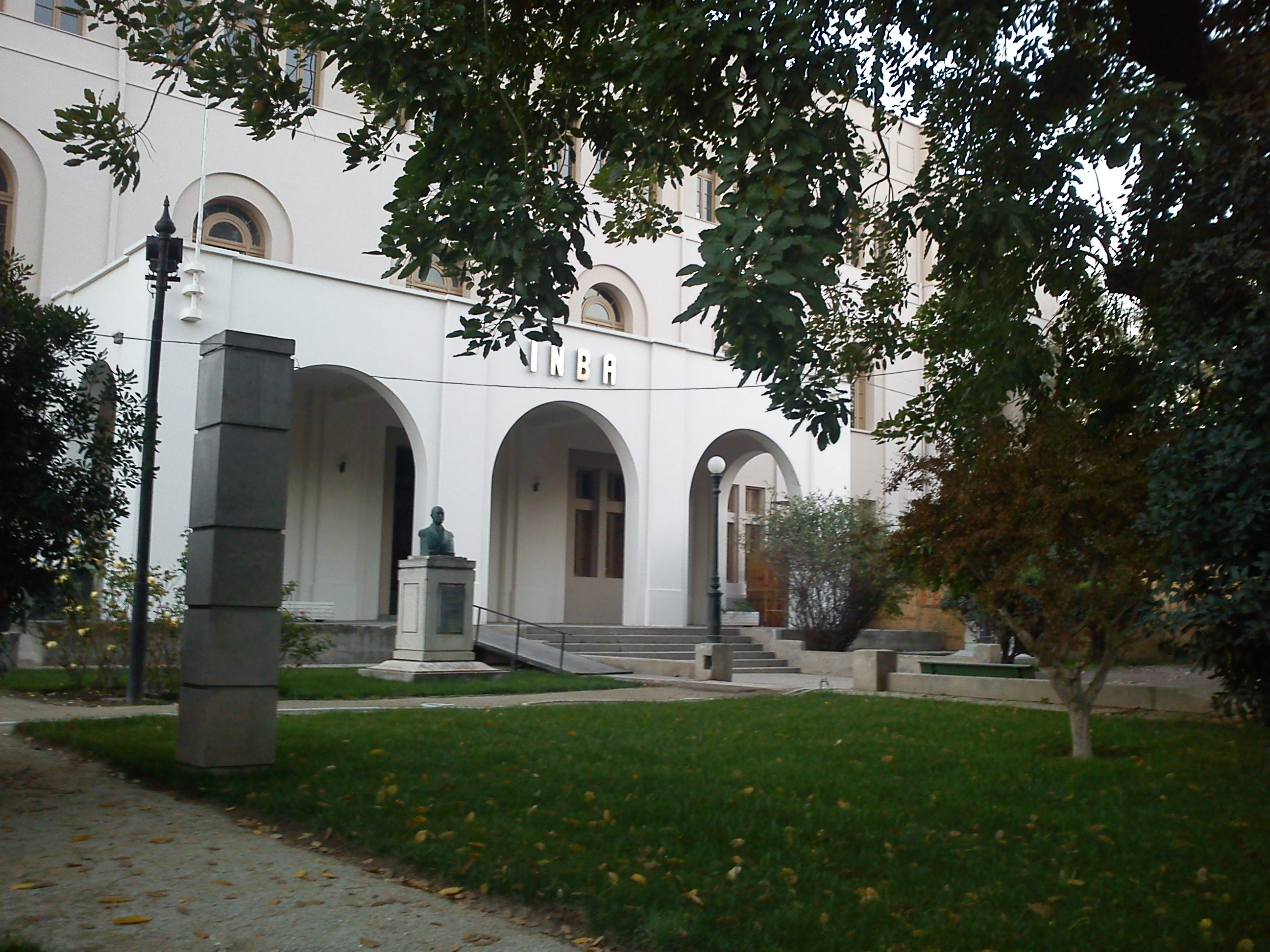
Frontis del Internado Nacional Barros Arana.

Siendo, su padre un destacado militante radical en María Elena, y por este motivo recibía a muchos dirigentes y personajes políticos de manera habitual. Pedro cuenta el momento en que su padre recibió a un diputado radical de la zona en su hogar. Para ese entonces acababa de terminar el segundo año de secundaria. Cenando en su casa el diputado consultó sobre el futuro de Pedro, y ofreció a sus padres llevarlo a estudiar a Santiago al Internado Nacional Barros Arana (INBA), gracias a los contactos políticos. El INBA era, junto al Instituto Nacional, el establecimiento de Humanidades más importante de Chile. De esa forma se trasladó a estudiar a la capital, acompañado por el diputado, quien le brindó todo su apoyo. En Santiago, llegó a conocer su nuevo Liceo, quedando impresionado por sus instalaciones y magnitud. Su proceso de adaptación fue muy bueno.
Pedro venía de una familia donde la política ocupaba un lugar importante. Sin embargo lo vivido en Santiago y, más tarde, su acercamiento a las grandes injusticias del campo chileno confluyeron en la formación de su pensamiento político. En el INBA, era un alumno favorito de sus inspectores universitarios por venir desde el norte y por su historia “minera”, a diferencia de sus compañeros que eran principalmente de Santiago o del sur, y venían de familias acomodadas. Ellos eran estudiantes de la Universidad de Chile, muchos interesados en la realidad nacional. Por las noches, cuando todos iban a dormir, él se reunía con sus inspectores. En una de esas reuniones les contó sobre la realidad del norte y las salitreras. De esta manera se unió a un núcleo socialista en el INBA. Los socialistas de ese entonces, como cuenta él, hablaban de justicia social, a diferencia de partidos como el comunista que hablaba de dictadura del proletariado, siguiendo el modelo soviético. Esas mismas contradicciones lo llevaron a cuestionar también el rol de la Iglesia. En sus clases de religión los sacerdotes predicaban el catecismo que mostraba la obra perfecta de Dios. Pero él no podía ver perfección en un mundo lleno de injusticias sociales.
Terminada la etapa de los estudios secundario en el INBA, ganó una beca de estudio de la Cruz Roja y fue aceptado para estudiar en la Facultad de Agronomía de la recientemente fundada Universidad Austral de Chile, con sede en la ciudad de Valdivia. Un hecho trascendental ocurrió en este tiempo a raíz de una conversación con un compañero de la Facultad que le preguntó a Pedro “¿Cuantas hectáreas de tierra tiene su padre en María Elena?” Esta pregunta lo dejó perplejo y desconcertado: su compañero era hijo de un gran latifundista y le comentaba sobre las grandes extensiones de tierra de su padre. Pedro le pidió entonces conocer el fundo, y lo que observó lo marcó profundamente. La gran extensión de la hacienda lo asombró, el paisaje del campo totalmente distinto a lo que conocía, pero por sobre todo lo que más le impactó fue la situación de los inquilinos y afuerinos del fundo. Empleados del patrón, vivían en condiciones extremadamente precarias de vivienda, alimentación, vestimenta. Su contacto con ellos le permitió conocer esta realidad.
Desde su paso por el Internado Nacional Barros Arana, la política cobró mucha importancia en su vida. Luego, en la universidad demostraba su opción política con diferentes intervenciones en espacios públicos, donde disparaba contra los mismos latifundistas que mantenían al mundo rural en la sumisión, lo que le valió que sus compañeros lo vieran como comunista, sin distinguir su opción socialista. Uno de los momentos más importantes para la formación política de Pedro fue el encuentro con el entonces candidato presidencial Salvador Allende – corría el año 1958 – que competía apoyado por el Frente de Acción Popular (FRAP) conformado por el Partido Socialista y Comunista, contra Jorge Alessandri, candidato de la derecha. En el marco de su campaña, Allende visitó la Universidad Austral, buscando a alguien para ejercer el cargo de Secretario General de las Juventudes Socialistas. Le indicaron entonces el nombre de Pedro Hidalgo, que venía del norte y hablaba de las grandes huelgas. Luego de escucharlo dar un discurso a sus compañeros, Allende le comunicó que lo había seleccionado para asistir 
mensualmente, por un año, a la Escuela de Cuadros del Partido Socialista en Valparaíso, donde se formaban sus futuros líderes.
Posteriormente en la campaña presidencial de 1970, con Allende candidato de la Unidad Popular. En ese tiempo, después de la elección, desde la FAO le ofrecieron trabajar como especialista en Reforma Agraria en Lima, en calidad de funcionario internacional, para apoyar el proceso que estaba iniciando Perú. Ocupó este puesto entre octubre de 1970 y febrero de 1971. En este último mes le llegó la noticia de que la FAO le ofrecía el cargo de Director latinoamericano de las Cooperativas Agrarias, en la sede de Roma. Era una enorme oportunidad para Pedro, pero mientras estaba armando sus maletas, recibió una llamada del presidente Allende:

Sé que te ofrecieron un puesto en Roma. Bueno, yo sabía hasta dónde llegarías, pero te necesito aquí en la Moneda. Te voy a nombrar Director del Departamento de Planificación y Control de la CORA para que vengas a hacer la reforma agraria aquí a Chile, no a Latinoamérica. Te espero el lunes a la 5 de la tarde en mi oficina en La Moneda. No tienes que consultar con nadie porque esto ya está decidido aquí en Chile con el Partido Socialista
Salvador Allende

Pedro Hidalgo ocupó diferentes puestos durante los tres años de gobierno. Luego de ser nombrado Director de Planificación en la CORA, en 1972 se desempeñó como Vicepresidente de INDAP, y en 1973 asumió como Ministro de Agricultura.
Posteriormente tras el golpe de Estado sufre durísimas vivencias y va al exilio, en el año 2016 lanza en primera persona el libro “Del fuego a la luz. Un encuentro con la tortura. Un encuentro con Jesucristo”, publicado en Chile, en donde relata sus vivencias.